# Jorge Glas
Jorge David Glas Espinel (Guayaquil, 13 settembre 1969) è un politico ecuadoriano, vicepresidente dell'Ecuador dal 2013 al 2018.

## Biografia
Ha ricoperto in passato diversi incarichi durante i governi di Rafael Correa, tra cui quello di Ministro delle telecomunicazioni dall'agosto 2009 al marzo 2010 e di Ministro dei settori strategici dal 2010 al 2012, prima di divenire vicepresidente dell'Ecuador, dopo le elezioni presidenziali del 2013 vinte da Rafael Correa.
Viene riconfermato alle elezioni presidenziali del 2017 vinte da Lenín Moreno. Il 3 agosto il presidente Lenín Moreno tramite il Decreto presidenziale n° 100 sospende tutte le sue funzioni di vice presidente a causa di un sospetto caso di corruzione nell'appalto a una concessione petrolifera alla compagnia Odebrecht. Rimane formalmente in carica, seppur privato delle sue funzioni, fino al 3 gennaio 2018.

## Vicende giudiziarie
Il 15 dicembre 2017 viene condannato a 6 anni di carcere per aver prelevato illegalmente 13.5 milioni di dollari dal conglomerato brasiliano Odebrecht. Nell'ottobre del 2019 la Corte Suprema Nazionale conferma la sentenza; Glas sconta la pena a Latacunga, a sud di Quito.
Il 2 gennaio 2018, poiché è stato inabile a svolgere il ruolo di vicepresidente per più di 90 giorni consecutivi, Glas viene esautorato dall'incarico in base all'articolo 146 della costituzione ecuadoriana; al suo posto viene nominata María Alejandra Vicuña.
Nell'aprile del 2020 viene condannato ad altri 8 anni di reclusione - più 25 anni di perdita dei diritti politici - per corruzione aggravata.
Nel gennaio del 2021 la Corte Suprema Nazionale lo condanna ad ulteriori 8 anni di carcere - portando il totale della pena da scontare a 22 - per abuso di fondi pubblici.
Il 10 aprile 2022 gli venne concesso di essere rilasciato in libertà vigilata per 40 giorni, ma tale provvedimento venne revocato da un tribunale della provincia di Sant'Elena, che ne ordinò l'imprigionamento. Glas si rifugiò allora presso l'ambasciata messicana a Quito, ottenendo asilo politico. Il 5 aprile 2024 la polizia e i soldati ecuadoriani hanno fatto irruzione per arrestarlo, violando così il principio di extraterritorialità generalmente garantito alle ambasciate; a seguito di ciò, il Messico ha rotto le relazioni diplomatiche con l'Ecuador. Il 5 gennaio 2025, Jorge Glas venne evacuato dal carcere di La Roca a Guayaquil, dopo un presunto tentativo di assassinio nei suoi confronti..